# Economia mista

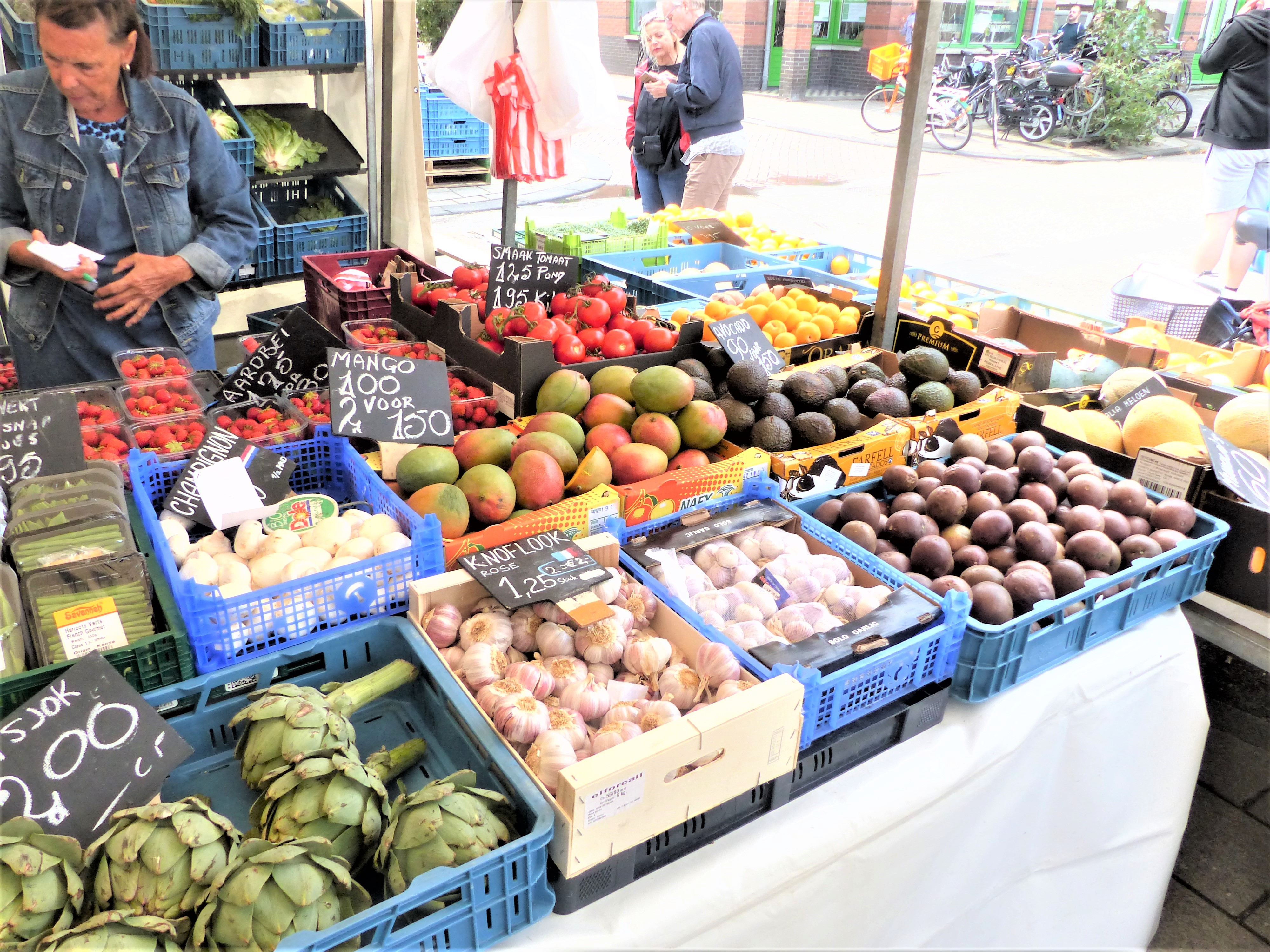
Liberdade para comprar, vender, lucrar e acumular riquezas, regulada por regras, leis, impostos e taxas.

Uma economia mista é uma forma de economia que combina dois ou mais modelos econômicos distintos. Como sistemas econômicos são complexos e geralmente híbridos, utiliza-se critérios de avaliação de sistemas econômicos ou modos de produção "ideais", como o feudalismo, capitalismo, socialismo. Na maior parte dos casos, trata-se de padrões ou modelos mais específicos, híbridos de variações de um sistema, intermediários entre padrões distintos como o capitalismo de mercado liberal e o capitalismo politicamente orientado. Mesmo assim a renda per capita continua evoluindo para com a destreza dos humanos perante o mundo que está lá fora. Mesmo não sabendo lidar com isso os chineses sempre se comprometeram, por ter uma economia mista, que é o capitalismo econômico e o socialismo.
Como exemplo em períodos históricos anteriores, pode-se classificar o modelo econômico da Europa durante o período que vai do Renascimento até as vésperas da Revolução Industrial como um período intermediário entre uma economia feudal e outra tipicamente capitalista. Em algumas regiões da Europa já existiam características do capitalismo (acumulação de capital, propriedade privada, "financeirização" da economia), em outras o sistema econômico continuava tipicamente feudal.
Na atualidade, o conceito de "economia mista" é muito usado como sinônimo de modelos mistos entre economia de mercado e economia orientada, planejada, ou ainda economia planificada. Como modelos ideais puros nunca existiram, teoricamente todo sistema econômico poderia ser considerado misto em algum grau. Muitas vezes o conceito de economia mista também é usado também como sinônimo de modelo híbrido entre grandes sistemas socioeconômicos como o capitalismo e o socialismo, embora existam diferentes modelos de regulação econômica nestes dois sistemas. Algumas fontes preferem o uso do termo "economia dirigida" em vez de "socialismo" na definição da economia mista.
Nos anos 1990 dois padrões diferentes de modelos mistos se consolidaram, o da chamada terceira via, que se propôs a criar um modelo misto entre o capitalismo orientado do "welfare state" (estado de bem-estar social) e uma reinterpretação do liberalismo clássico, voltado apenas para o plano econômico. Este modelo foi popularizado como neoliberalismo. O outro modelo de economia híbrida consolidado no mesmo período é o chinês, na época chamado de socialismo de mercado, que compõe características tanto de regulação do mercado típicos do capitalismo politicamente orientado quanto da economia planificada que vinha sendo modificada desde os anos 1960, já como um modelo distinto daquele de planificação adotado na ex-União Soviética.
O modelo de classificação abstrato, neste caso, parte da avaliação da presença de características teoricamente típicas de um modelo ou do outro: características de capitalismo de mercado (livre comércio, livre mercado, desregulamentação de preços e salários, propriedade privada dos meios de produção) ou de planejamento econômico centralizado (planejamento econômico, planejamento da produção, preços e salários, regulação da economia, propriedade estatal dos meios de produção).
Geralmente os sistemas mistos pretendem encontrar um equilíbrio entre as características positivas de um modelo e de outro. Por exemplo, a "economia mista" produzida pelo "welfare state" pretende manter um balanço entre o crescimento económico, baixa inflação, níveis de desemprego reduzido, boas condições de trabalho, assistência social e bons serviços públicos, através da intervenção do Estado na economia.
A maioria dos países do mundo atualmente, incluindo países com regimes políticos considerados democráticos, como na Europa ou nos EUA, têm uma economia mista. No caso dos países economicamente desenvolvidos nota-se com maior clareza a ocorrência de longos períodos de economia mais liberal ou de desregulamentação pró-mercado (do início do século XX até o início dos anos 1920 e dos anos 1970 aos 1990) e outros períodos de maior regulação ou intervenção do Estado na economia (entre 1924 e a II Guerra Mundial; entre os anos 1950 e 1960; e alguns anos antes das crises econômicas de 2000 e de 2007–2008).